# Gioco motorio
Il gioco motorio è un tipo di movimento in cui il bambino mette in campo il suo corpo al fine di favorire il passaggio dall'affettivo al cognitivo, dall'attività libera a quella strutturata, dalla globalità all'analisi.
Per perseguire questi obiettivi, vi sono quattro tipologie di gioco motorio:
1. gioco motorio spontaneo con oggetti, per permettere ad ogni bambino l'esteriorizzazione delle proprie esigenze e problematiche;
2. gioco motorio a partire dal fantastico, per aiutare il bambino a trasferire esigenze e problematiche personali nelle situazioni e nei personaggi del racconto;
3. gioco motorio a partire da filastrocche, canzoncine, conte, come evoluzione del movimento precedente;
4. gioco motorio strutturato, basato su regole e consegne date dall'insegnante e su obiettivi previsti a priori.